# 狗去豬來

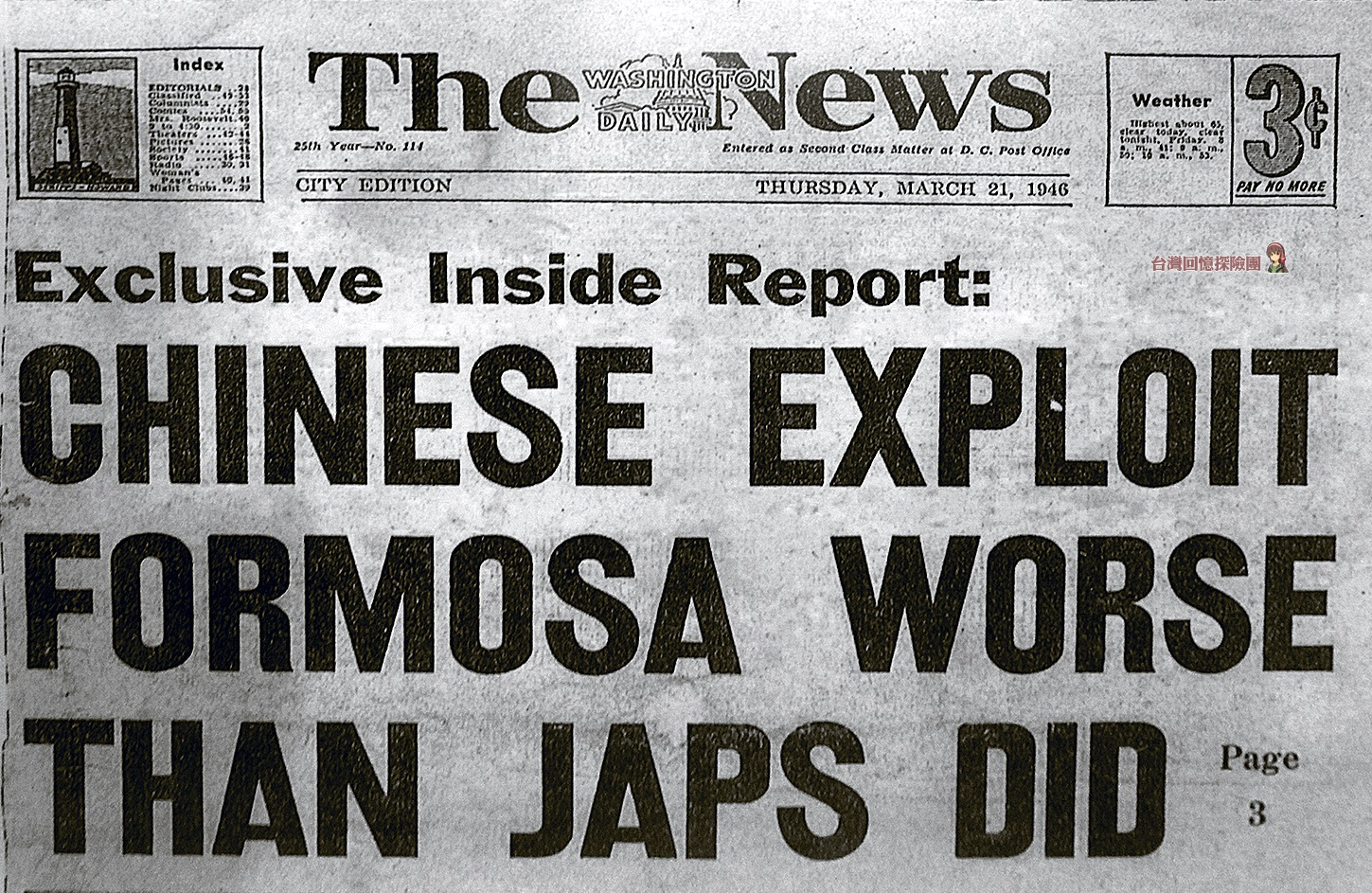
華盛頓每日新聞關於臺灣報導

狗去豬來是戰後初期流傳於台灣社會的一句差別用語。這句話以「狗」形容統治台灣近五十年的日本人、以「豬」形容戰後來台接管的中國人。
狗雖然兇狠且吵鬧，但做條看門狗，還是能發揮作用，然而豬卻只會吃而不做事。這句俗語充分顯現了台灣人對國民政府的失望與不滿，也是1947年「二二八事件」爆發原因的一項佐證。

## 起源
1946年4月，美國駐臺人員在瞭解中國人紀律渙散及偷竊搶劫行徑時聽到一位40歲車伕說：「把這些中國傭兵官員趕回去！」這位臺灣人形容日本政府就像一隻狗，它會吠會咬，但可以保持和平跟良好秩序。中國政府就像一隻豬，只會睡跟吃，但對任何人都沒有好處。
紐西蘭籍聯合國善後救濟總署駐台官員艾倫‧詹姆士‧謝克頓（Allan J. Shackleton）在台灣工作當時（1947年）親眼目睹台灣人民在國民政府統治下的境遇。1947年12月謝克頓結束工作返回故鄉紐西蘭吉斯伯恩後，於1948年撰寫了《福爾摩沙的呼喚》（Formosa Calling）一書，書中明白指出：「由於情況變得如此惡劣，使得台灣人開始說：『走了狗，來了豬』」（So bad did the situation become that the Formosans began to say, "The dogs go and the pigs come".）。
1947年2月5日的《臺灣文化》月刊的第2卷第2期第32頁的標題〈新論理的爭辯〉裡面寫著：「本省人把日本人叫做狗，因為日本人很兇惡的壓迫本省人…。本省人起先很尊敬外省人，後來看透了一部分外省人的行為，有點像豬，因為豬是『不潔不淨』、『光食而不做事』的動物，『不潔不淨』就是貪污…」
1947年4月1日的上海《新聞天地》第22期的標題〈我們對不起台灣─二二八民變的分析〉內容指出：「台灣人看外省人（和日人）同屬一類─『四腳的』，所差只一個是『狗』、一個是『豬』。這話普遍流傳，在公開應用。」

## 逸事
2015年9月15日，台灣前總統李登輝於《新台灣的主張》新書發表會中，以台語對本句俗語做出了特別的解釋：「狗會曉顧厝，豬來會曉食、袂曉做代誌」（狗會看家，豬來卻只會吃、不會做事）。語畢，日本駐台代表沼田幹夫以「大家好，所謂『狗去豬來』，我是狗的代表」幽默自嘲回應。